# جون باتن
جون باتن هو سياسي أمريكي، ولد في 26 أبريل 1746 في مقاطعة كينت في الولايات المتحدة، وتوفي في 26 ديسمبر 1800 في دوفر في الولايات المتحدة. نشط حزبياً في الحزب الجمهوري الديمقراطي. وقد انتخب عضو مجلس النواب الأمريكي ‏.